# 17014 Melaniequan
17014 Melaniequan è un asteroide della fascia principale. Scoperto nel 1999, presenta un'orbita caratterizzata da un semiasse maggiore pari a 2,719972 UA e da un'eccentricità di 0,108659, inclinata di 5,314658° rispetto all'eclittica. Ha un diametro di 4,178 km e un periodo di rotazione di 3,92 ore.